# Flora Kameni
Alice Flora Kameni Djientieu, connue sous le nom de Flora Kameni, née le 13 novembre 2001 à Bafang au Cameroun, est une footballeuse internationale ⁣⁣camerounaise⁣⁣, jouant au poste d'attaquante au FC Ebolowa.

## Biographie

### Carrière en club
Kameni évolue dans le club de Louves Minproff, au Cameroun.

### Carrière internationale
Flora Kameni a remporté la médaille d'argent aux Jeux africains de 2019 avec l'équipe nationale féminine des moins de 20 ans du Cameroun. Elle est couronnée au niveau senior lors du Tournoi de qualification olympique féminin de la CAF 2020.
Elle est appelée en équipe du Cameroun pour disputer la Coupe d'Afrique des nations 2022.